# Damien Hureau
Damien Hureau est un joueur de pétanque français né le 18 janvier 1978 à Angers. 

## Biographie
Il se positionne en tireur mais peut aussi évoluer en milieu.

## Clubs
- ?-? : Carreau Angevin (Maine-et-Loire)
- ?-? : CAP Angers (Maine-et-Loire)
- ?-1999 : La Rafle d'Angers (Maine-et-Loire)
- 2000 : Cholet PC (Maine-et-Loire)
- 2001-2007 : UP Saint-Georges-sur-Loire (Maine-et-Loire)
- 2008-2012 : Les Boulistes d'Avrillé (Maine-et-Loire)
- 2013-2015 : La Ronde Pétanque de Metz (Moselle)
- 2016 : Royan Pétanque (Charente-Maritime)
- 2017-2019 : Oléron Pétanque Élite (Charente-Maritime)
- 2020-2022 :Pétanque Romanaise (Drôme)
- 2022-2024 : Pétanque Arlancoise (Puy-de-Dôme)
- 2025-   ?   : Hanches Pétanque (Eure-et-Loir)

## Palmarès[2],[3],[4]

### Jeunes

#### Championnats de France
Finaliste
- Triplette Minime 1989 (avec Hugo Brossier et Johnny Vitour) : Carreau Angevin
- Triplette Cadet 1992 (avec Hervé Bouvet et Johnny Vitour) : Carreau Angevin

### Seniors

#### Championnats du Monde
Champion du Monde
- Triplette 2004 (avec Bruno Le Boursicaud, Michel Loy et Bruno Rocher) :  Équipe de France

Finaliste
- Triplette 2003 (avec Bruno Le Boursicaud, Michel Loy et Bruno Rocher) :  Équipe de France

Troisième
- Triplette 1999 (avec David Le Dantec, Michel Loy et Philippe Suchaud) :  Équipe de France
- Triplette 2005 (avec Bruno Le Boursicaud, Michel Loy et Bruno Rocher) :  Équipe de France 2

#### Jeux mondiaux
Vainqueur
- Doublette 2009 (avec Julien Lamour) :  Équipe de France

#### Coupe des Confédérations
Vainqueur
- Triplette 2017 (avec Kévin Malbec, Christophe Sarrio et Stéphane Robineau) :  Équipe de France

#### Championnats d'Europe
Champion d'Europe
- Triplette 2015 (avec Michel Loy, Henri Lacroix et Dylan Rocher) :  Équipe de France

#### Coupe d'Europe des Clubs
Vainqueur
- 2013 (avec Nancy Barzin, Chantal Salaris, David Le Dantec, Frédéric Machnik, Jean-François Hémon, Stéphane Le Bourgeois, Michel Van Campenhout, André Lozano, Charles Weibel, Fabrice Riehl et Jordane Sala (coach) : La Ronde Pétanque de Metz

#### Jeux méditerranéens
Médaille d'or
- Doublette 2005 (avec Henri Lacroix) :  Équipe de France
- Doublette 2018 (avec Bruno Le Boursicaud) :  Équipe de France

#### Championnats de France
Champion de France
- Doublette 1998 (avec Christophe Hureau) : La Rafle d'Angers

Finaliste
- Doublette 2001 (avec Christophe Hureau) : UP Saint-Georges-sur-Loire
- Doublette 2007 (avec David Le Dantec) : UP Saint-Georges-sur-Loire
- Doublette 2017 (avec Philippe Quintais) : Oléron Pétanque Élite

#### Coupe de France des clubs
Vainqueur
- 2013 (avec Nancy Barzin, Chantal Salaris, David Le Dantec, Frédéric Machnik, Jean-François Hémon, Stéphane Le Bourgeois, Michel Van Campenhout, André Lozano, Charles Weibel et Jordane Sala (coach)) : La Ronde Pétanque de Metz
- 2014 (avec Nancy Barzin, Chantal Salaris, David Le Dantec, Frédéric Machnik, Michel Van Campenhout, Fabrice Riehl, Stéphane Le Bourgeois, André Lozano, Charles Weibel et Jordane Sala (coach)) : La Ronde Pétanque de Metz

Finaliste
- 2019 (avec (Charlotte Darodes, Audrey Viaules, Philippe Quintais, Jérémy Darodes, Richard Feltain, Julien Lamour, Lahatra Randriamanantany et  Jacky Mense (coach)) : Oléron Pétanque Élite

#### Masters de pétanque
Vainqueur
- 2001 (avec Christophe Hureau, Julien Lamour et Patrick Vilfroy) : Equipe Hureau
- 2004 (avec Bruno Rocher, Julien Lamour et Bruno Le Boursicaud) : Equipe Rocher

Finaliste
- 2007 (avec Sylvain Dubreuil, Simon Cortes et Julien Lamour) :  Équipe de France A
- 2017 (avec Michel Loy, Philippe Quintais et Philippe Suchaud) :  Équipe de France

#### Trophée des villes
Vainqueur
- 2003 (avec Christophe Hureau, Patrick Vilfroy et Jean-Yves Kerouédan) : Angers

#### Millau

##### Mondial de Millau (1993-2002)
Vainqueur
- Triplette (avec Christophe Hureau et Patrick Vilfroy)

Finaliste
- Tête à Tête 2000

##### Mondial à pétanque de Millau (2003-2015)
Vainqueur
- Tête à Tête 2015

Finaliste
- Doublette 2007 (avec Dylan Rocher)

#### EuroPétanque de Nice
Vainqueur
- Triplette 2005 (avec Julien Lamour et Patrick Vilfroy)
- Triplette 2008 (avec Julien Lamour et David Le Dantec)

### Records
- Exhibition tir : codétenteur du record du monde de tir des 1 000 boules en une heure. Le 10 mai 2011 à Dreux : Les tireurs : Stéphane Robineau (93 tirées), Damien Hureau (91), Philippe Quintais (94), Kévin Malbec (81), Christophe Sévilla (84), Philippe Suchaud (86), Julien Lamour (84), Michel Loy  (83), Dylan Rocher (89) et Christian Fazzino (91). Soit 876 sur 1 000 en 53 minutes et 25 secondes.